# 태평양 제도 포럼
태평양 제도 포럼(PIF)은 오세아니아의 국가 및 영토 간 협력을 강화하고, 무역 블록 및 지역 평화 유지 활동을 포함하는 정부 간 조직이다. 1971년 남태평양 포럼(SPF)으로 설립되었으며, 1999년에 "태평양 제도 포럼"으로 명칭을 변경하여 오스트레일리아와 뉴질랜드를 포함한 남태평양 및 북태평양 섬 국가의 오세아니아 전역에 걸친 회원 자격을 더욱 포괄적으로 나타내었다.
태평양 제도 포럼의 사명은 "정부 간, 국제 기구 간 협력을 촉진하고 포럼 회원국의 이익을 포럼에서 합의된 방식으로 대변함으로써 포럼 회원국 정부를 지원하여 남태평양 주민의 경제적, 사회적 복지를 증진하는 것"이다. 그 결정은 남태평양 경제 협력국(SPEC)에서 성장한 태평양 제도 포럼 사무국(PIFS)에 의해 실행된다. 다양한 정치 및 정책 문제에 대한 지역적 입장을 조화시키는 역할 외에도 포럼 사무국은 경제 개발, 운송 및 무역 분야에서 기술 프로그램을 운영한다. 태평양 제도 포럼 사무총장은 태평양 지역 기구 협의회(CROP)의 상임 의장이다.
오스트레일리아와 뉴질랜드는 일반적으로 포럼의 나머지 국가들보다 더 크고 부유하며, 오스트레일리아의 인구는 다른 회원국을 모두 합친 것의 약 2배이고 경제 규모는 5배 이상 크다. 이들은 다른 섬나라에 대한 중요한 원조 제공국이자 대규모 수출 시장이다. 포럼 국가, 주로 오스트레일리아와 뉴질랜드의 군대 및 경찰 병력과 민간 인력은 최근 포럼의 후원 아래 솔로몬 제도 (2003–)와 나우루 (2004–2009)에서 지역 평화 유지 및 안정화 작전에 참여했다. 이러한 지역적 노력은 2000년 10월 키리바시에서 열린 제31차 태평양 제도 포럼 정상 회담에서 채택된 비케타와 선언에 따라 위임되었다. 제50차 포럼 회의는 2019년 8월 투발루에서 개최되었다. 2021년 2월, 팔라우는 헨리 푸나의 포럼 사무총장 선출을 둘러싼 분쟁 이후 태평양 제도 포럼에서 탈퇴할 것이라고 발표했다. 미크로네시아 연방, 키리바시, 마셜 제도, 그리고 나우루 또한 팔라우의 결정 이후 포럼에서 탈퇴하기로 결정했다. 2022년 2월에는 제안된 개혁이 있을 때까지 탈퇴 절차가 중단될 것이라고 발표되었다. 그러나 2022년 7월 9일 키리바시는 탈퇴를 확인했다. 2023년 1월 30일, 피지 총리 시티베니 람부카는 키리바시가 태평양 제도 포럼과 화해했으며 곧 재가입할 계획이라고 확인했다. 람부카는 키리바시 대통령 타네티 마마우를 만나 마마우가 이러한 결정을 람부카에게 알렸다고 밝혔다.
더 큰 규모의 태평양 공동체는 주로 기술 및 과학 자문 제공과 개발 프로젝트 자금 지원을 통해 국제 개발을 촉진하는 기능을 하며, 안보 문제를 고려하거나 무역 블록으로 기능하지는 않는다.

## 역사

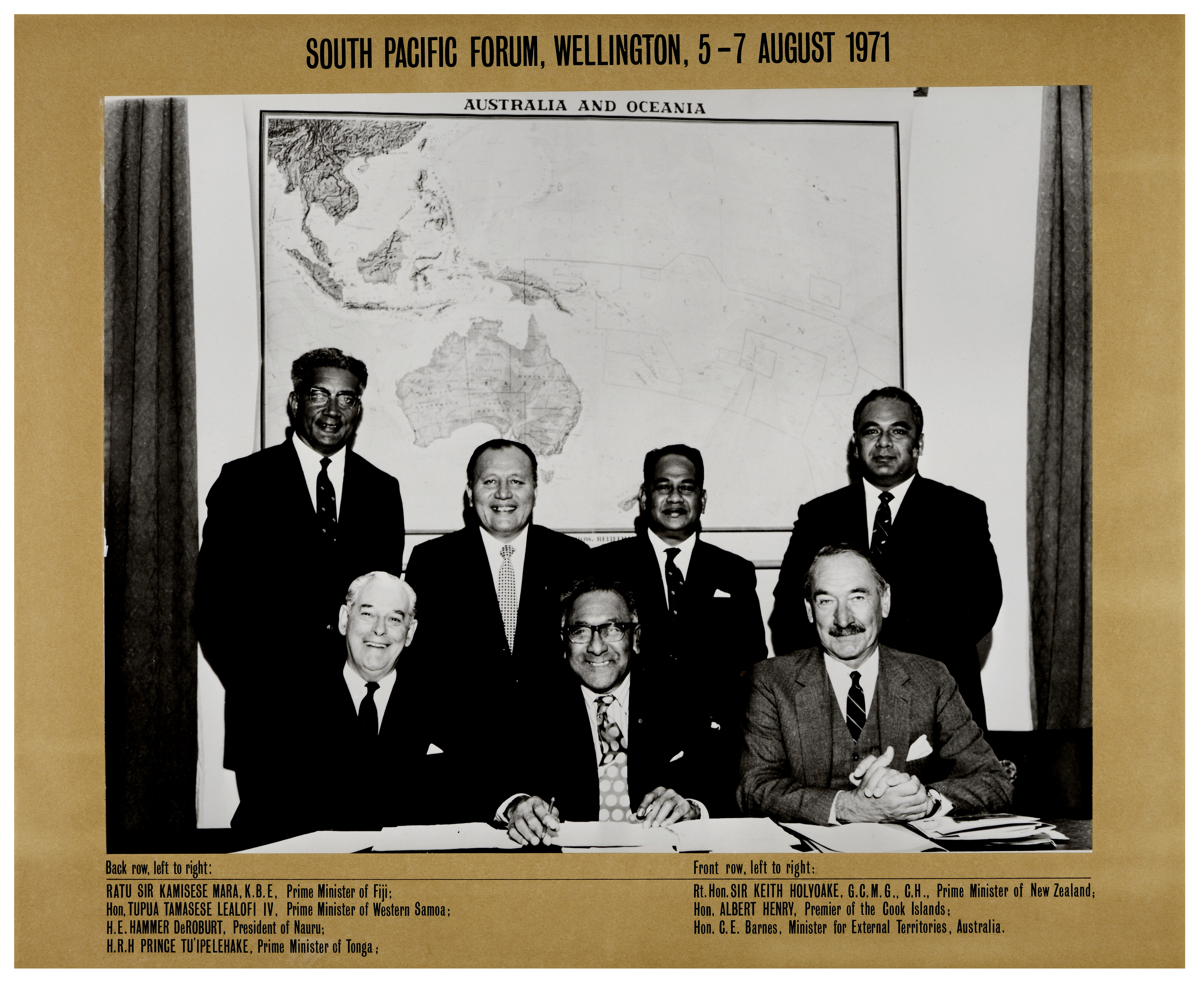
남태평양 포럼, 1971년 8월 5일, 웰링턴

포럼은 쿡 제도인 프리미어 앨버트 헨리가 기존의 남태평양 위원회와 함께 일할 정치 포럼을 제안하면서 시작되었다. 이 아이디어는 다른 신생 독립 섬나라들의 지지를 받아 영구 기구 설립을 논의하기 위한 회의를 갖기로 합의했다. 첫 남태평양 포럼 회의는 뉴질랜드가 주도하여 1971년 8월 5일부터 7일까지 뉴질랜드 웰링턴에서 개최되었으며, 다음 7개국이 참석했다: 나우루의 대통령, 서사모아, 통가, 피지의 총리, 쿡 제도 총리, 오스트레일리아 외교 영토 장관, 뉴질랜드 총리. 이는 남태평양 섬 주민의 일상생활에 직접적으로 영향을 미치는 무역, 해운, 관광, 교육 문제에 중점을 두고 공동 관심사의 광범위한 문제에 대한 비공개적이고 비공식적인 논의였다. 이후 이 회의는 회원국 및 지역에서 매년 번갈아 개최되었다. 1999년 제30차 회의에서는 남태평양 이외의 지역을 더 잘 포함하기 위해 조직 명칭을 태평양 제도 포럼으로 변경하기로 결정했다. 정부 수반 수준의 포럼 연례 회의 직후, 전 세계 PFD 개발 파트너들과 각료급에서 포럼 후 대화(PFD)가 진행된다.

### 피지의 자격 정지
2008년 8월, 포럼은 피지가 2009년 3월까지 총선을 실시하겠다고 약속하지 않으면 피지의 자격을 정지할 것이라고 위협했다. 이후 2009년 1월 파푸아뉴기니에서 열린 태평양 제도 포럼 특별 정상 회의에서 포럼 정상들은 5월 1일을 기한으로 정하고 피지가 연말 이전에 선거 날짜를 정해야 한다고 요구했다. 피지는 이 기한을 거부했다. 그 결과 5월 2일, 피지는 즉시 포럼 참여가 무기한 정지되었다. 태평양 제도 포럼 의장이자 니우에 총리인 토케 탈라기는 이번 자격 정지가 "2009년 4월 10일 이후 피지의 정치, 법률, 인권 상황이 최근 심각하게 악화된 점을 고려할 때 특히 시의적절하다"고 언급했다. 그는 피지가 "기본적인 인권, 민주주의, 자유에 대해 완전히 무시하는 정권"이라고 묘사하며, 이것이 태평양 제도 포럼의 회원 자격에 위배된다고 믿었다. 그러나 탈라기는 피지가 추방된 것이 아니라 "자유롭고 공정한 선거를 통한 헌법적 민주주의"의 길로 돌아오면 환영받을 것이라고 강조했다.
2009년 피지의 자격 정지는 당시 38년 된 조직 역사상 처음으로 태평양 제도 포럼의 회원국이 정지된 사례였다.
2014년 피지 총선 이후 2014년 10월 22일, 포럼은 피지의 자격 정지를 해제했다.

### 미크로네시아 탈퇴
2021년 2월 가상 회의에서 헨리 푸나가 사무총장으로 선출된 후, 팔라우는 멜라네시아, 미크로네시아, 폴리네시아 간에 직책을 순환하기로 한 "신사협정"이 위반되었다며 포럼을 탈퇴하겠다고 위협했다. 푸나는 미크로네시아 5개국이 지지한 마셜 제도의 제럴드 자키오스를 9대 8로 한 표 차이로 이겼다. 2월 4일, 팔라우는 "사무총장 임명과 관련된 과정이 팔라우 공화국에 단결, 지역주의, 태평양 방식이 더 이상 포럼을 이끌지 않는다는 것을 분명히 보여주었다"며 포럼 참여를 공식적으로 종료하고 피지의 대사관을 폐쇄했다. 2월 6일, 포럼 의장은 이 주장에 대해 합의된 절차에 따른 합의 결정이었으며 "우리는 태평양 방식을 통해 특징지어진 우리의 원칙과 가치를 지지해왔다"고 밝혔다. 2월 8일, 팔라우 국민 의회는 수랑겔 휩스 주니어 대통령의 포럼 탈퇴 결정을 지지하는 공동 결의안을 공식적으로 통과시켰다. 휩스는 팔라우가 포럼에 재가입하려면 푸나가 물러나야 한다고 밝혔다.
팔라우가 포럼을 탈퇴하기로 결정한 후, 다른 여러 참가국들도 회원 자격을 재검토하겠다는 의사를 밝혔다. 일반적으로 인구와 경제 규모가 작은 미크로네시아 국가들은 오스트레일리아, 피지, 뉴질랜드, 파푸아뉴기니를 포함한 더 큰 국가들에 의해 소외되고 있다고 불평해왔다. PIF의 사무총장은 미크로네시아 출신이 한 명밖에 없었다. 팔라우의 탈퇴 다음 날, 이전에 자키오스를 지지했던 마셜 제도의 의원들은 정부에 포럼 참여를 재검토할 것을 요구했지만, 탈퇴에는 반대했다. 미크로네시아 연방과 나우루는 회원으로 남을지 공개적으로 의문을 제기했다. 나우루 대통령 라이오넬 아잉메아는 "미크로네시아가 이런 식으로 대우받는다면 포럼에서 탈퇴하는 것이 낫다"며 탈퇴 의사를 밝혔다. 미크로네시아 블록의 네 회원국인 미크로네시아 연방, 키리바시, 마셜 제도, 나우루는 포럼 탈퇴 여부를 논의하기 위해 가상 회의를 개최하기로 결정했다. 오스트레일리아는 이 네 태평양 섬나라들이 탈퇴하지 않도록 설득하려고 노력했다. 오스트레일리아는 미크로네시아 그룹이 포럼을 탈퇴하기로 결정하더라도 계속 협력할 의사를 밝혔지만, 태평양 연합의 필요성을 강조했다.
2021년 2월 9일, 나머지 미크로네시아 국가들인 미크로네시아 연방, 키리바시, 마셜 제도, 그리고 나우루는 포럼을 탈퇴하기로 결정했다. 미크로네시아 지도자들은 "태평양 제도 포럼 사무총장 임명 과정에 대한 큰 실망"을 공동으로 표명하는 성명을 발표했으며, 각 주정부는 포럼 탈퇴 절차를 공식적으로 시작하는 데 공동으로 동의했다. 이들의 탈퇴로 포럼 회원국은 남태평양의 12개국으로 줄어들었다. 이 국가들이 공식적으로 지역 기구를 떠나는 데는 최대 1년이 걸릴 수 있다. 오스트레일리아 외교부 장관 머리스 페인은 "태평양 포럼 회원국들과 계속해서 매우 긴밀하게 협력할 것"이라고 밝혔다.
2022년 2월, 5개 미크로네시아 국가들이 탈퇴 절차를 중단할 것이라고 발표되었다. 미크로네시아 연방의 데이비드 파누엘로 대통령은 헨리 푸나가 사무총장직에서 물러날 것이며, 다른 개혁도 있을 것이라는 말을 들었다고 밝혔다. 태평양 제도 포럼 사무국은 푸나의 퇴임을 공식적으로 확인하지 않고, 협상이 진행 중이라고만 밝혔다. 팔라우의 휩스 대통령은 이번 중단이 포럼에 올바른 일을 할 마지막 기회를 주었다고 말했다. 4월에는 마셜 제도 대통령 데이비드 카부아가 다른 미크로네시아 지도자들에게 몇 가지 제안된 개혁에 동의하되, 푸나의 사임을 요구하는 것은 철회할 것을 촉구하고 있다고 보도되었다. 2022년 6월, 포럼 지도자들은 푸나가 임기를 마칠 때까지 재직하고, 임기가 끝나면 미크로네시아 후보로 교체될 것이라는 합의에 도달했다. 사무총장 직책을 미크로네시아, 멜라네시아, 폴리네시아 간에 영구적으로 순환하도록 하고, 다른 하위 지역을 위해 두 개의 부사무총장 직책을 신설할 것이었다. 키리바시는 이 합의에 동의하지 않았고, 2022년 7월 9일 즉시 포럼에서 탈퇴했다. 키리바시는 2023년 2월 24일 포럼 의장 시티베니 람부카의 공식 사과 이후 포럼에 재가입했다.

## 회원국
2011년 9월, 미국의 해외 영토인 아메리칸사모아, 괌, 북마리아나 제도는 태평양 제도 포럼에서 옵저버 자격을 획득했으며, 2016년 9월에는 프랑스령 프랑스령 폴리네시아와 누벨칼레도니가 정회원 자격을 획득했다. 이스터섬 (칠레 관리)과 하와이주 (미국의 해양 주)는 모두 대표성을 획득하는 것을 고려했다. 키리바시는 2022년에 포럼에서 탈퇴했다. 키리바시 정부는 이듬해인 2023년에 마음을 바꿔 포럼에 재가입하기로 결정했으며, 키리바시 대통령 타네티 마마우가 피지 총리 시티베니 람부카와 만나 키리바시의 계획을 알렸다. 람부카는 언론에 그러한 회의가 실제로 열렸음을 확인하고 키리바시가 태평양 제도 포럼과 화해했으며 곧 포럼에 재가입할 것이라고 밝혔다. 2024년 8월, 아메리칸사모아와 괌은 준회원국으로 승격되었다.
2024년 8월 말, 솔로몬 제도는 파트너 국가로서 중화민국의 포럼 참여에 이의를 제기하는 동의안을 제출했다. 오스트레일리아 신문에 따르면, 중화인민공화국은 2025년 솔로몬 제도에서 열릴 포럼 회의에 중화민국이 참여하는 것을 막기 위한 지침을 내렸다. 2024년 9월 초, 중화인민공화국 대사 첸 보는 포럼이 그 주 통가에서 열린 2024년 정상회담 최종 성명에서 중화민국에 대한 언급을 삭제하도록 성공적으로 로비했다.
| 태평양 제도 포럼의 회원국 및 준회원국을 나타내는 지도 |                      |                  |                          |
| 회원국                                                |                      |                  |                          |
| 오스트레일리아 (AU)                                   | 쿡 제도 (CK)         | 피지 (FJ)        | 프랑스령 폴리네시아 (PF) |
| 키리바시 (KI)                                         | 마셜 제도 (MH)       | FSM (FM)         | 나우루 (NR)              |
| 누벨칼레도니 (NC)                                     | 뉴질랜드 (NZ)        | 니우에 (NU)      | 팔라우 (PW)              |
| 파푸아뉴기니 (PG)                                     | 사모아 (WS)          | 솔로몬 제도 (SB) | 통가 (TO)                |
| 투발루 (TV)                                           | 바누아투 (VU)        |                  |                          |
| 준회원                                                | 옵저버               | 옵저버           | 옵저버                   |
| 아메리칸사모아 (AS)                                   | 북마리아나 제도 (MP) | 동티모르 (TL)    | ACP 사무국               |
| 괌 (GU)                                               | 아시아 개발 은행     | 영연방 사무국    | IOM                      |
| 토켈라우 (TK)                                         | 유엔 사무국          | WCPFC            | 세계은행                 |
| 왈리스 푸투나 (WF)                                    |                      |                  |                          |
| 대화 파트너                                           |                      |                  |                          |
| 캐나다                                                | 칠레                 | 중국 (CN)        | 쿠바                     |
| 유럽 연합                                             | 프랑스               | 독일             | 인도                     |
| 인도네시아 (ID)                                       | 이탈리아             | 일본             | 말레이시아 (MY)          |
| 노르웨이                                              | 필리핀 (PH)          | 싱가포르         | 대한민국                 |
| 스페인                                                | 태국                 | 튀르키예         | 영국                     |
| 미국 (US)                                             |                      |                  |                          |
| 개발 파트너                                           |                      |                  |                          |
| 중화민국 (TW)                                         |                      |                  |                          |

## 통계
| 멜라네시아 | 미크로네시아 | 폴리네시아 |
| ---------- | ------------ | ---------- |

| 회원국              | 육지 면적 (km2) | 인구 (2023) | GDP (USD), 2022 | GDP (USD), 2022 | 인간 개발 지수 (2022) | 순 ODA 수령 (GNI의 %) |   |
| 회원국              | 육지 면적 (km2) | 인구 (2023) | 총 (백만)       | 1인당           | 인간 개발 지수 (2022) | 순 ODA 수령 (GNI의 %) |   |
| ------------------- | --------------- | ----------- | --------------- | --------------- | --------------------- | --------------------- | - |
| 회원국              | 아메리칸사모아1 | 200         | 43,914          | —               | —                     | —                     | — |
| 오스트레일리아      | 7,741,220       | 26,451,124  | 1,675,419       | 67,866          | 0.951                 | —                     |   |
| 쿡 제도             | 236             | 14,222      | 283             | 17,033          | —                     | —                     |   |
| 피지                | 18,274          | 924,145     | 4,943           | 5,356           | 0.730                 | 14.9                  |   |
| 프랑스령 폴리네시아 | 4,167           | 281,118     | 6,080           | 18,985          | —                     | —                     |   |
| 괌1                 | 540             | 172,952     | —               | —               | —                     | —                     |   |
| 키리바시            | 811             | 132,530     | 223             | 1,704           | 0.624                 | 18.7                  |   |
| 마셜 제도           | 181             | 38,827      | 280             | 6,728           | 0.639                 | 37.9                  |   |
| 미크로네시아        | 702             | 112,630     | 427             | 3,741           | 0.628                 | 29.2                  |   |
| 나우루              | 21              | 11,875      | 151             | 11,679          | —                     | 14.4                  |   |
| 누벨칼레도니        | 18,575          | 289,870     | 10,071          | 33,190          | —                     | —                     |   |
| 뉴질랜드            | 268,838         | 5,172,836   | 247,234         | 47,412          | 0.937                 | —                     |   |
| 니우에              | 260             | 1,817       | —               | —               | —                     | —                     |   |
| 팔라우              | 459             | 17,727      | 218             | 12,498          | 0.767                 | 20.9                  |   |
| 파푸아뉴기니        | 462,840         | 10,389,635  | 30,633          | 3,117           | 0.558                 | 4.7                   |   |
| 사모아              | 2,831           | 216,663     | 832             | 3,855           | 0.707                 | 10.0                  |   |
| 솔로몬 제도         | 28,896          | 800,005     | 1,596           | 2,204           | 0.564                 | 16.5                  |   |
| 토켈라우1           | 12              | 2,397       | —               | —               | —                     | —                     |   |
| 통가                | 747             | 104,597     | 469             | 4,571           | 0.745                 | 22.8                  |   |
| 투발루              | 26              | 9,816       | 60              | 5,219           | —                     | 44.4                  |   |
| 바누아투            | 12,189          | 320,409     | 984             | 3,015           | 0.607                 | 15.0                  |   |
| 왈리스 푸투나1      | 142             | 11,370      | —               | —               | —                     | —                     |   |
| 총합                | 8,547,034       | 45,520,479  | 1,979,903       | 14,598.41       | 0.704                 | 20.783                |   |

1 준회원

## 사무총장
태평양 제도 포럼 사무국 사무총장은 회원국 지도자들에 의해 3년 임기로 임명된다. 사무총장은 국가 지도자와 포럼 관리 위원회(FOC)에 직접 보고한다. 사무총장은 또한 태평양 지역 기구 협의회(CROP)의 상임 의장을 겸임한다.
| #                         | 이름                      | 국가                      | 취임                      | 퇴임                      |
| 남태평양 경제 협력국 국장 | 남태평양 경제 협력국 국장 | 남태평양 경제 협력국 국장 | 남태평양 경제 협력국 국장 | 남태평양 경제 협력국 국장 |
| ------------------------- | ------------------------- | ------------------------- | ------------------------- | ------------------------- |
| 1                         | 마헤 투포니우아           | 통가                      | 1972년 11월               | 1980                      |
| 2                         | 가브리엘 그레이스         | 파푸아뉴기니              | 1980                      | 1982 (재직 중 사망)       |
|                           | 존 셰퍼드 (대행)          | 오스트레일리아            | 1982                      | 1983년 1월                |
| 3                         | 마헤 투포니우아           | 통가                      | 1983년 1월                | 1986년 1월                |
| 4                         | 헨리 나이살리             | 투발루                    | 1986년 1월                | 1988년 9월                |
| 태평양 제도 포럼 사무총장 |                           |                           |                           |                           |
|                           | 헨리 나이살리             | 투발루                    | 1988년 9월                | 1992년 1월                |
| 5                         | 이에레미아 타바이         | 키리바시                  | 1992년 1월                | 1998년 1월                |
| 6                         | 노엘 레비                 | 파푸아뉴기니              | 1998년 2월                | 2004년 5월 16일           |
| 7                         | 그렉 어윈                 | 오스트레일리아            | 2004년 5월 16일           | 2008년 5월 2일 (사임)     |
|                           | 펠레티 테오 (대행)        | 투발루                    | 2008년 5월 2일            | 2008년 10월 13일          |
| 8                         | 투일로마 네로니 슬레이드  | 사모아                    | 2008년 10월 13일          | 2014년 12월 4일           |
| 9                         | 멕 테일러                 | 파푸아뉴기니              | 2014년 12월 4일           | 2021년 2월 4일            |
| 10                        | 헨리 푸나                 | 쿡 제도                   | 2021년 2월 4일            | 2024년 5월 23일           |
| 11                        | 바론 와카                 | 나우루                    | 2024년 6월 3일            | 현직                      |

## 기관 및 법적 틀

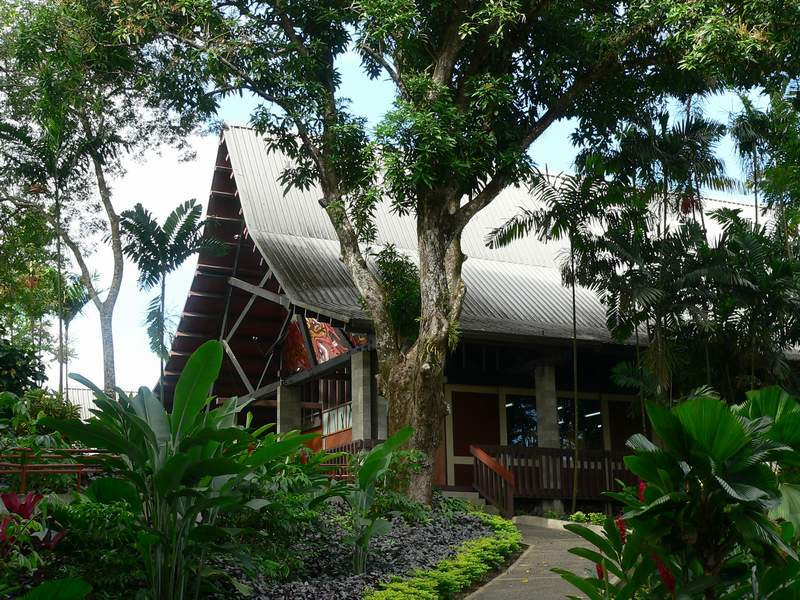
수바에 있는 사무국 청사의 도서관 및 기록 보관 건물.

태평양 제도 포럼 사무국은 1972년에 처음으로 무역국으로 설립되었으며, 이후 남태평양 경제 협력국(SPEC)이 되었다. 남태평양 포럼 사무국이라는 명칭은 1988년에 회원국 정부들에 의해 승인되었고, 2000년에 태평양 제도 포럼 사무국으로 변경되었다.
태평양 제도 포럼 사무국에는 네 개의 부서가 있으며, 각 부서는 포럼 회원국의 역량을 향상시키고 공동 관심사에 대한 조치를 조정하기 위해 고안된 다양한 프로그램에 대한 직접적인 책임을 진다:
1. 개발 및 경제 정책
2. 무역 및 투자
3. 정치, 국제 및 법률 문제
4. 기업 서비스

1995년에 설립된 포럼 경제 장관 회의(FEMM)는 지역 경제 발전을 평가하는 데 중요한 역할을 한다.

## 태평양 섬나라 무역 협정
태평양 섬나라 무역 협정(PICTA)은 태평양 제도 포럼 회원국 14개국 간에 자유 무역 지대를 설립하는 것을 목표로 한다. 2013년 현재 12개국이 서명했다:
- 쿡 제도
- 피지
- 키리바시
- 미크로네시아
- 나우루
- 니우에
- 파푸아뉴기니
- 사모아
- 솔로몬 제도
- 통가
- 투발루
- 바누아투

팔라우와 마셜 제도는 서명하지 않았다. 미크로네시아를 제외한 모든 서명국이 조약을 비준했다. 2008년 3월 현재, 6개국이 협정에 따라 무역을 가능하게 하는 국내 준비를 완료했다고 발표했다: 쿡 제도, 피지, 니우에, 사모아, 솔로몬 제도, 그리고 바누아투.
무역 협정이 발효되면, 국가들은 2021년까지 대부분의 상품에 대한 관세를 철폐하기로 약속한다. 2008년 4월 현재, 포럼 섬나라들은 또한 유럽 연합과 경제 파트너십 협정 (EPA)을 협상 중이다. 여기서 논의된 PICTA는 상품 무역만을 다룬다는 점에 유의해야 한다. 2012년 8월 28일 쿡 제도의 라로통가에서 열린 포럼 섬나라 정상 회의에서 9개 회원국은 태평양 섬나라 무역 협정 서비스 무역(PICTA TIS)에 서명했다.  2008년 4월 현재, 서비스 무역과 자연인의 일시적 이동(이는 GATS의 모드 4보다 더 넓은 개념)을 포함하는 의정서를 설계하고 합의하기 위한 협상이 진행 중이다.
수석 무역 자문관실은 2010년 3월 29일에 설립되어 오스트레일리아 및 뉴질랜드와의 PACER Plus 무역 협상에서 태평양 포럼 섬나라(FIC)에게 독립적인 자문과 지원을 제공한다.

## 푸른 태평양 – 회원국의 공동 안보 이익
비케타와 선언 (2000)은 공동 안보에 대해 태평양 제도 포럼 회원국들에게 좋은 거버넌스, 개인의 자유, 민주적 절차, 원주민 권리 및 문화적 가치, 전통 및 관습을 포함한 8가지 가치를 약속하고, 포럼 주민들의 기본적 필요와 열망을 충족시키기 위한 공평한 경제, 사회, 문화 발전의 중요성과 시급성을 인정했다.
보 선언 (2018) 지역 안보는 2018년 9월 5일 태평양 제도 포럼의 모든 지도자들이 합의한 선언으로, 지역 위기에 대한 대응을 조율하는 틀을 제공하며 확장된 안보 개념을 제시한다. 보 선언은 비케타와 선언 (2000)을 확장하여 인간 안보, 환경 안보, 초국가적 범죄 및 사이버 보안 문제를 포함했다.
보 선언에 제시된 확장된 안보 개념은 투발루와 오스트레일리아 간의 팔레필리 연합 (2023)에 적용되었다.

## 최근 활동
다수의 국가들이 "오픈 스카이" 정책을 추진해왔다. 태평양 제도 항공 서비스 협정(PIASA)은 회원국 항공사들이 다른 회원국에 더 많이 접근할 수 있도록 할 것이다. 현재 쿡 제도, 키리바시, 나우루, 니우에, 파푸아뉴기니, 사모아, 솔로몬 제도, 통가, 투발루, 바누아투 등 10개국이 서명했다. 쿡 제도, 나우루, 니우에, 사모아, 통가, 바누아투 등 6개국이 협정을 비준했다.
2008년 8월 19일부터 20일까지 니우에에서 열린 태평양 제도 포럼 회의에서 지도자들은 "어업, 에너지, 무역 및 경제 통합, 기후변화 및 교통, 정보통신기술, 보건, 교육, 좋은 거버넌스"를 포함한 태평양 계획 우선순위를 논의했다. 지도자들은 또한 기후 변화의 영향을 논의하고 니우에 기후 변화 선언을 채택했다. 피지의 민주적 거버넌스 회복과 임시 정부가 설정된 기한을 지키지 못할 경우의 결과도 논의되었다. 솔로몬 제도와 나우루에 대한 지역 지원이 논의되었고, 이어서 미국 정부의 핵실험으로 인한 마셜 제도의 방사능 오염이 논의되었다. 지역 제도적 틀 문제와 WTO 도하 라운드 개발이 논의되었고, 이어서 2008년 8월 19일 출범한 태평양 지역 인프라 시설(Pacific Region Infrastructure Facility)에 대한 논의가 이어졌다. 이 시설은 키리바시, 사모아, 솔로몬 제도, 통가, 투발루, 바누아투의 인프라 개선을 돕기 위해 4년간 최대 2억 호주 달러를 제공할 것이다. 유엔은 지역 내 태평양 섬나라들이 기후 변화의 영향을 해결하는 데 도움을 주기 위해 사모아와 협력하여 국제 기구 기후 변화 센터를 개발할 것이라고 발표했다.
2013년 포럼에서 마셜 제도는 다른 모든 태평양 국가들의 지지를 받아 1940년대와 1950년대에 섬에서 수행된 핵실험에 대해 미국에 보상을 청구했다.
2019년 7월 30일 나디 만 선언에서 태평양 제도 포럼은 산호 환초 국가들이 이르면 2030년에 살 수 없게 될 수 있다고 경고하고, 선진국들의 "이해, 야망, 또는 헌신" 부족에 대해 깊은 우려를 표명하며 온실가스 배출량의 즉각적인 감축을 촉구했다.
2021년 1월 27일, 유럽 연합과 태평양 제도 포럼 사무국은 태평양 섬나라들의 무역 역량을 강화하기 위한 575만 유로 규모의 프로젝트에 합의했다. "태평양 역내 및 국제 무역 강화(SPIRIT)"라는 제목의 이 프로젝트는 태평양 섬 지역의 제도적 및 기술적 역량을 강화함으로써 역내 및 국제 무역을 촉진하고 증대하도록 설계되었다. 또한 다른 무역 협정, 특히 경제 파트너십 협정(EPA)과 태평양 무역 원조 전략 2020-2025의 이행을 촉진할 것이다.

## 같이 보기
- 포럼 어업 기구
- 멜라네시아 선봉 그룹
- 태평양 공동체
- 태평양 포럼 라인 – 태평양 제도 포럼 회원국 12개국이 소유한 지역 해운 회사
- 퍼시픽 게임
- 태평양 제도 민간 부문 기구 (PIPSO)
- 태평양 무역 투자
- 태평양 연합
- 폴리네시아 지도자 그룹
- 무역 블록